# Embracing the Unknown
Embracing the Unknown è un singolo del cantautore polacco Mariusz Duda, pubblicato il 7 settembre 2023 come primo estratto dal quarto album in studio AFR AI D.

## Descrizione
Si tratta del brano conclusivo del disco, nonché quello più lungo, e presenta sonorità prettamente elettroniche con un assolo di chitarra nella sezione centrale e un progressivo cambiamento di ritmica. L'assolo è stato curato da Mateusz Owczarek, con il quale Duda aveva già collaborato in passato alla realizzazione di quello di Vale of Tears dei Riverside.

## Video musicale
Sebbene non sia stato realizzato alcun video per il brano, nel giorno di uscita del singolo la Kscope ha reso disponibile un visualizer realizzato da Tomasz Bogdan e basato sulla copertina del singolo.

## Tracce
Musiche di Mariusz Duda.
1. Embracing the Unknown – 7:59

## Formazione
- Mariusz Duda – tastiera, sintetizzatore, voce, programmazione, produzione
- Mateusz Owczarek – assolo di chitarra
- Magda Srzedniccy – registrazione, missaggio
- Robert Srzedniccy – registrazione, missaggio
- Robert Szydło – mastering